# Eksplosionen på Hotel Jørgensen
Eksplosionen på Hotel Jørgensen var en eksplosion på Hotel Jørgensen i København fredag den 10. september 2010. 
Ved en større politiaktion og under stor mediebevågenhed blev den formodede gerningsmand til eksplosionen pågrebet og undersøgt for bomber. 
Politiet havde svært ved at identificere ham, da han hverken opgav navn eller havde materiale på sig, der kunne identificere ham. 
Den 15. september lykkedes det dagbladet B.T. at identificere ham som den tjetjensk-belgiske Lors Doukajev.
Politiet mente, at Doukaiev var i færd med at fremstille en brevbombe af TATP med stålkugler, og at bomben skulle sendes til Jyllands-Posten.
I maj 2011 blev den mistænkte kendt skyldig i forsøg på terrorisme og idømt 12 års fængsel.

## Hændelsesforløb
Lors Doukaiev kom til København den 7. september 2010 med Eurobus og indlogerede sig på Hotel Jørgensen i Rømersgade ved Israels Plads i det indre København under navnet Raul Foltz.
Ifølge B.T. havde han booket hotelværelser til flere gæster.
Doukaiev har besøgt Baren Floss og Østerbro Posthus den 8. september.
Desuden besøgte han Eurolines' kontor på Halmtorvet på Vesterbro for at købe en busbillet til Belgien med afrejse den 10. september om eftermiddagen.
Ved købet af billetten anvendte han navnet Hans Veller.
Yderligere købte han et Nintendo-spil fra en butik på Nørrebrogade, og politiet mente at plastikindpakningen skulle bruges til at fore den bombe, han ville fremstille. 
Under opholdet i København blev han set tale i mobiltelefon.
Om natten lånte Doukaiev en japansk turists computer og besøgte Jyllands-Postens hjemmeside.

### 10. september 2010
På dagen for eksplosionen, fredag den 10. september 2010, tjekkede Lors Doukaiev ud fra hotellet om formiddagen, men efterlod sin bagage.
Senere kom han for at hente bagagen og gik ind på et toilet på hotellet omkring klokken 12:45 og opholdt sig der i cirka 38 minutter.
Omkring klokken 13:23 eksploderer en bombe på toilettet, og han kom styrtende ud derfra.
Overvågningskameraer optog forløbet.
Bomben var ikke kraftig.
Hotelgæsten Richard Narroco, der befandt sig i hotellets stueetage, beskrev eksplosionen som meget intens, 
men René Broager, en af hotellets overboere, hørte ikke eksplosionen.
Den formodede gerningsmand løb fra stedet og blev senere pågrebet i Ørstedsparken klokken 15:38.
Igennem eftermiddagen lå manden i Ørstedsparken, hvor hærens ammunitionsryddere fra Skive brugte tre rullemarier..
Manden havde en taske spændt fast til livet, og rydderne forsøgte at fjerne tasken fra manden med den fjernstyrede robot.
Rullemarie skød også mod tasken for at detonere en eventuel bombe.
Tasken indeholdt ikke en bombe. 
Først om aftenen blev han kørt væk, først til Rigshospitalet for at blive tilset.

### Undersøgelser
Politiet undersøgte hotellet og evakuerede det efter at have fundet nogle "efterladte ejendele".
De fandt en pistol på toilettet, hvor eksplosionen havde fundet sted. 
Pistolen var skarpladt og havde to tilhørende magasiner.
Natten mellem den 10. og 11. undersøgte dykkere søen i Ørstedsparken.
Under politiets operation var Israels Plads, Ørstedsparken og nærliggende gader afspærret.
Først den 11. lidt efter klokken 20 blev afspærringen af Hotel Jørgensen ophævet.
Politiet afspærrede dog Ørstedsparken igen den 13. september indtil hen på eftermiddagen. 
Under dykkernes undersøgelse af søen fandt de bronzeskulpturen Hvilende Hermes der var forsvundet 15 år tidligere.
De fandt også en rørbombe, som dog ikke havde forbindelse med eksplosionen på Hotel Jørgensen.
Politiet meddelte den 17. september, at det havde fundet spor af sprængstoffet TATP på en handske og en beholder på toilettet.
Det havde også fundet magnetiske stålkugler med en diameter på 4,4 mm og en vægt på 0,35 gram, som politiet mente skulle bruges som en bestanddel i en fragmentationsbombe.
Den mobiltelefon, han blev set tale i før eksplosionen, blev ikke fundet.

## Den formodede gerningsmand
Politiet kunne i flere dage ikke identificere manden, de havde anholdt.
Den formodede gerningsmand blev beskrevet som udlænding, 40-årig, 180 centimeter høj, mangler højre underben, fransk- og engelsk-talende samt europæisk eller nordafrikansk af udseende.
Politiet har siden rettet i signalementet: 25-35 år, af mellem- til sydeuropæisk udseende, 169 centimeter høj og "bred næse, der peger mod højre og ser ud til at være brækket flere gange. Ar på højre side af næsen". Hans franske sprog bliver talt flydende, mens hans engelske bliver talt med fransk accent. Han taler desuden tysk.
Han blev fremstillet i dommervagten på Politigården om eftermiddagen den 11. september og sigtet efter paragraf 183 stk. 2 og 192 a stk. 1.
Dér nægtede han sig skyldig efter samtale i enrum med sin forsvarer Niels Anker Rasmussen.
I dommervagten hævdede han, at han hverken kunne huske navn eller alder.
Han blev varetægtsfængslet indtil den 4. oktober med isolation indtil 20. september.
Ved grundlovsforhøret havde den formodede gerningsmand mange sår i ansigtet, der kunne stamme fra fragmenter fra eksplosionen.
Disse skader kan også ses på de foto af manden, der blev frigivet den 14. september.
Ifølge tidlige oplysninger benyttede manden sig af to forskellige identiteter, og politiet har ikke med sikkerhed været i stand til at fastslå mandens identitet.
Den formodede gerningsmand benyttede et belgisk pas med et falsk navn ifølge det belgiske dagblad Het Nieuwsblad.
Senere oplysninger omtalte det dog som rejsedokumenter.
Senere oplysninger talte også om ikke to, men tre forskellige identiteter.
Den 12. september sagde udenrigsministeren for Luxembourg, Jean Asselborn, at den mistænkte bombemand havde et falsk luxembourgsk pas.
Senere blev nogle af dæknavnene offentliggjort: "Raoul Foltz", "David Francois de Vicq de Cumptich" og "Hans Veller".
Navnet David Francois de Vicq de Cumptich stammer sandsynligvis fra et pas stjålet syv år tidligere ved et indbrud.
Videoer fra overvågningskameraer, der viser manden, blev frigivet omkring et pressemøde klokken 14:00 den 12. september.
De stammer dels fra Østerbro Posthus på Øster Allé hvor han købte en papkasse og en rulle tape omkring klokken 12:27 onsdag den 8. september,
dels fra hotellet.
Posthusvideoen viser en mand med skæg, solbriller og kasket.
Efter hjælp fra Interpol og dagbladet BT oplyser politiet, at der formentligt er tale om Lors Doukaiev, en 24-årig tjetjener.

## Terror-relateret handling

### Mediernes første spekulationer
Hotel Jørgensen ligger få minutters gang fra Nørreport Station og eksplosionen skete dagen før niårsdagen for terrorangrebet den 11. september 2001.
Dette kunne tyde på at bombesprængningen var terror-relateret, 
men Politiets Efterretningstjeneste (PET) kunne den 10. september ikke med sikkerhed sige om der var tale om en terror-relateret forbrydelse eller anden form for alvorlig kriminalitet.
Endnu den 11. september kunne PET hverken be- eller afkræfte, om hændelsen var en terror-relateret forbrydelse. 
Sent den 11. september kom det dog frem via Ekstra Bladet, at der var fundet et kort med en cirkel tegnet om Morgenavisen Jyllands-Postens adresse i Viby ved Århus hos den fængslede mand, og at der var slået alarm allerede klokken 3:00 natten mellem den 10. og 11.
Ved et pressemøde klokken 14:00 den 12. september 2010 udtalte politiinspektør Svend Foldager, at disse oplysninger ikke var korrekte.
Hændelsen førte til en massiv efterforskning.
Der var forhøjet terrorberedskab.
I Helsingør tjekkede Nordsjællands Politi alle køretøjer der skulle til Sverige,
og politiet øgede patruljeringen i Københavns Lufthavn.
Der var spekulationer, om den formodede gerningsmand var i færd med at fremstille en brevbombe. Gisningen baserede sig på at videoen fra posthusets overvågningskameraer viste en mand, der købte en lille kasse, og at mængden af sprængstof svarede til en brevbombe.
Desuden havde manden købt en busbillet til Belgien,
hvilket udelukker selvmordsterrorisme, med mindre det var en vildledning.
Tidligere chef for Politiets Efterretningstjeneste, Hans Jørgen Bonnichsen, vurderede også, at der var tale om fremstilling af en brevbombe på baggrund af de oplysninger, der var fremme den 12. september.

### Retssag
Ved et retsmøde den 20. september 2010 var bombemanden endnu ikke sigtet for terror.
Men den 21. december 2010 meddelte politiet at der var rejst en foreløbig sigtelse for terror.
I maj 2011 tiltrådte Justitsministeren at Doukajev kunne tiltales efter terrorparagraffen.
Et nævningeting i Københavns Byret kendte ham den 30. maj 2011 skyldig i forsøg på terrorisme,
og han blev idømt 12 års fængsel næste dag.

## Relaterede sager
København har tidligere været ramt af bombeterror. 
I 1977–78 anbragte Bombemanden fra Gladsaxe ni rørbomber i København og omegn; gerningsmanden viste sig at være en 19-årig gymnasieelev fra Hellerup.
Ved terrorangrebet den 22. juli 1985 sprængte en gruppe personer to kraftige bomber og forsvandt til Sverige.
Ved denne terrorhandling døde en person.
Senere samme år, den 15. september, sprang yderligere to kraftige bomber. 
Den ene klokken 22:14 ved forretningen Danish Kosher Food i kælderen i Vendersgade.
Få minutter senere sprang den anden bombe i hjørnet af Nørre Farimagsgade og Ahlefeldtsgade.
Ingen kom alvorligt til skade, men syv blev kørt på hospitalet.
Stederne for bombesprængningerne den 15. september 1985 ligger få hundrede meter fra Hotel Jørgensen.
Bombesprængningen på hotellet har nok været et uheld, og det kunne tyde på at sprængstoffet har været meget ustabilt. 
TATP er et ustabil sprængstof der har været anvendt før, og Ekstra Bladet gisnede om at der kunne være tale om det stof. 
Stoffet var central i to danske terrorsager: Terrorsagen fra Vollsmose og terrorsagen fra Glasvej.
Der har desuden været uheld med TATP i Danmark, hvor studerende mistede fingre og et kollegieværelse blev raseret efter at de havde eksperimenteret med fremstillingen.
Den belgiske avis Het Nieuwsblad skrev tirsdag den 14. september, at der var fundet spor af TATP på den formodede bombemand. Det kommenterede det danske politi ikke.

## Ekstern henvisning
- Wikimedia Commons har flere filer relateret til Eksplosionen på Hotel Jørgensen

55°41′1.47″N 12°34′5.55″Ø / 55.6837417°N 12.5682083°Ø